# Protopin
Protopin je opioidový alkaloid vyskytující se v máku setém a dalších makovitých rostlinách, například zemědýmu lékařském.
Protopin vzniká z benzylisochinolinového alkaloidu (S)-retikulinu v několika krocích: 1) BBE-podobný enzym převádí (S)-retikulin na (S)-skoulerin; 2) (S)-cheilanthifolin syntáza/CYP719A25 mění (S)-skoulerin na (S)-cheilantifolin; 3) (S)-stylopin syntáza/CYP719A20 vytváří (S)-stylopin; 4) (S)-tetrahydroprotoberberin N-methyltransferáza vytváří (S)-cis-N-methylstylopin; a nakonec 5) N-methylstylopin hydroxyláza vytvoří protopin.
Tato látka inhibuje histaminové receptory H1, tlumí shlukování krevních destiček, a má analgetické účinky.